# فردی زمور
فردی زمور (انگلیسی: Freddy Zemmour؛ زادهٔ ۲۱ فوریهٔ ۱۹۴۲) بازیکن فوتبال اهل فرانسه است.
از باشگاه‌هایی که در آن بازی کرده‌است می‌توان به باشگاه فوتبال اتحاد الجزایر اشاره کرد.